# Minotaur (famiglia di razzi)
Minotaur è una famiglia di razzi vettore statunitensi a propellente solido derivati dai missili balistici intercontinentali (ICBM) Minuteman. Sono stati sviluppati dalla Northrop Grumman Corporation in seguito ad un contratto con lo Space Development and Test Directorate (SMC/SD) dell'United States Air Force (USAF) come parte del programma di lancio di sistemi missilistici dell'Air Force che converte i missili balistici intercontinentali ritirati dal servizio in sistemi di lancio spaziali per le Agenzie governative degli Stati Uniti. Alla fine degli anni novanta, l'USAF ha chiesto alla società Orbital Sciences Corporation di effettuare la stessa operazione di conversione sui missili balistici Peacekeeper ritirati dal servizio, producendo altre versioni del Minotaur.
Attualmente sono in servizio tre varianti del Minotaur, mentre altre sono in fase di progettazione. Il Minotaur I è un sistema di lancio orbitale utilizzato per lanciare piccoli satelliti nell'orbita terrestre bassa (LEO). Il Minotaur II è un veicolo di lancio bersaglio (TLV), noto anche come Chimera, utilizzato per voli suborbitali, spesso come bersaglio per tracciamento e test di missili antibalistici. Il Minotaur IV è un sistema di lancio in orbita bassa più capace dei precedenti. Il Minotaur III è una versione progettata per voli suborbitali. Il Minotaur V è una versione progettata per l'esecuzione delle manovre necessaria a raggiungere orbite più alte, come nei trasferimenti in orbita geostazionaria (GTO) e nelle manovre di inserzione translunare. Il Minotaur VI è una versione in fase di progetto, basata su un Minotaur IV con l'aggiunta di uno stadio SR-118. 
Il Minotaur I e II derivano dal missile Minuteman, mentre il Minotaur III, IV e V derivano dal missile Peacekeeper.

## Famiglia di razzi

### Minotaur-C (Taurus)
Il veicolo di lancio Taurus, successivamente ribattezzato Minotaur-C (che sta per "Minotaur-Commercial"), è stato il primo della famiglia di razzi Minotaur e il primo vettore orbitale lanciato da terra sviluppato da Orbital Sciences Corporation, ottenuto aggiungendo un quarto stadio al razzo Pegasus lanciato dall'aria. Il primo volo, sponsorizzato dalla DARPA, è stato effettuato nel 1994.

### Minotaur I
Il veicolo di lancio Minotaur originale, denominato Minotaur I, è un razzo a quattro stadi composto da due stadi derivati dal Minuteman (il primo stadio M55A1 e il secondo stadio SR19) con l'aggiunta di due stadi derivati dal razzo Pegasus (il terzo stadio Orion 50XL e il quarto stadio Orion 38); dispone inoltre di un quinto stadio opzionale HAPS per l'assetto della velocità e il dispiegamento di carichi utili multipli. Il razzo ha un carico utile di 580 kg su un'orbita di 185 km inclinata di 28,5° sul piano equatoriale con lanci da Cape Canaveral o di 310 kg su un'orbita eliosincrona (SSO) di 740 km con lanci da Vandenberg.

### Minotaur II
Il Minotaur II è un veicolo a tre stadi per lanci suborbitali, costituito essenzialmente da un missile Minuteman con sistemi di guida e controllo orbitali. Consiste del primo stadio M55A1, del secondo stadio SR19 e del terzo stadio M57A1. Ha un carico utile di 460 kg su una traiettoria suborbitale di 6700 km.

### Minotaur III
Il Minotaur III è un veicolo per voli suborbitali derivato dal missile Peacekeeper e costituito da un primo stadio SR118, un secondo stadio SR119, un terzo stadio SR120 e un quarto stadio opzionale Super HAPS. Ha un carico utile di 3060 kg su una traiettoria suborbitale di 6700 km.

### Minotaur IV
Il Minotaur IV combina motori derivati dal missile Peacekeeper con tecnologie di altri veicoli di lancio tra cui Minotaur I, Pegasus e Taurus. Minotaur IV è costituito da un primo stadio SR118, un secondo stadio SR119, un terzo stadio SR120 e un quarto stadio Orion 38. Ha un carico utile di 1735 kg su un'orbita di 185 km inclinata di 28,5° sul piano equatoriale con lanci da Cape Canaveral.

### Minotaur V
Il Minotaur V è una versione a cinque stadi basata sul Minotaur IV. Ha uno stadio superiore aggiuntivo per piccole missioni in orbita di trasferimento geostazionaria (GTO), missioni lunari e interplanetarie.
La missione Lunar Atmosphere and Dust Environment Explorer (LADEE) della NASA è stata lanciata sul primo Minotaur V, dal sito di lancio di Wallops Island, il 7 settembre 2013.

### Minotaur VI
Il Minotaur VI è una versione a cinque stadi in fase di progetto. Si basa sul Minotaur IV con l'aggiunta di uno stadio SR-118.